# Многопролётная балка
Многопролётная балка в статике — как правило, горизонтальная балка с более чем двумя опорами.
Типичный пример такой системы — многопролётный мост.
Многопролётная неразрезная балка — статически неопределимая система и поэтому расчёт её сложнее, чем балки на двух опорах или многопролётной разрезной балки (которая состоит из отдельных балок, соединённых шарнирами). В сопротивлении материалов и строительной механике для расчёта неразрезных балок применяют метод сил, метод перемещений, или уравнение трёх моментов.
Степень неопределимости соответствует числу промежуточных опор. Преимущество наличия промежуточных опор заключается в том, что уменьшается пролёт и величина изгиба в середине поля. Этим можно сэкономить на высоте сечения конструкции.
Число опор (полей) неограниченно. На левом и правом краю многопролётная балка может опираться на подвижные или неподвижные опоры, или же край балки может быть оформлен в виде консольной балки.